# Chuseok

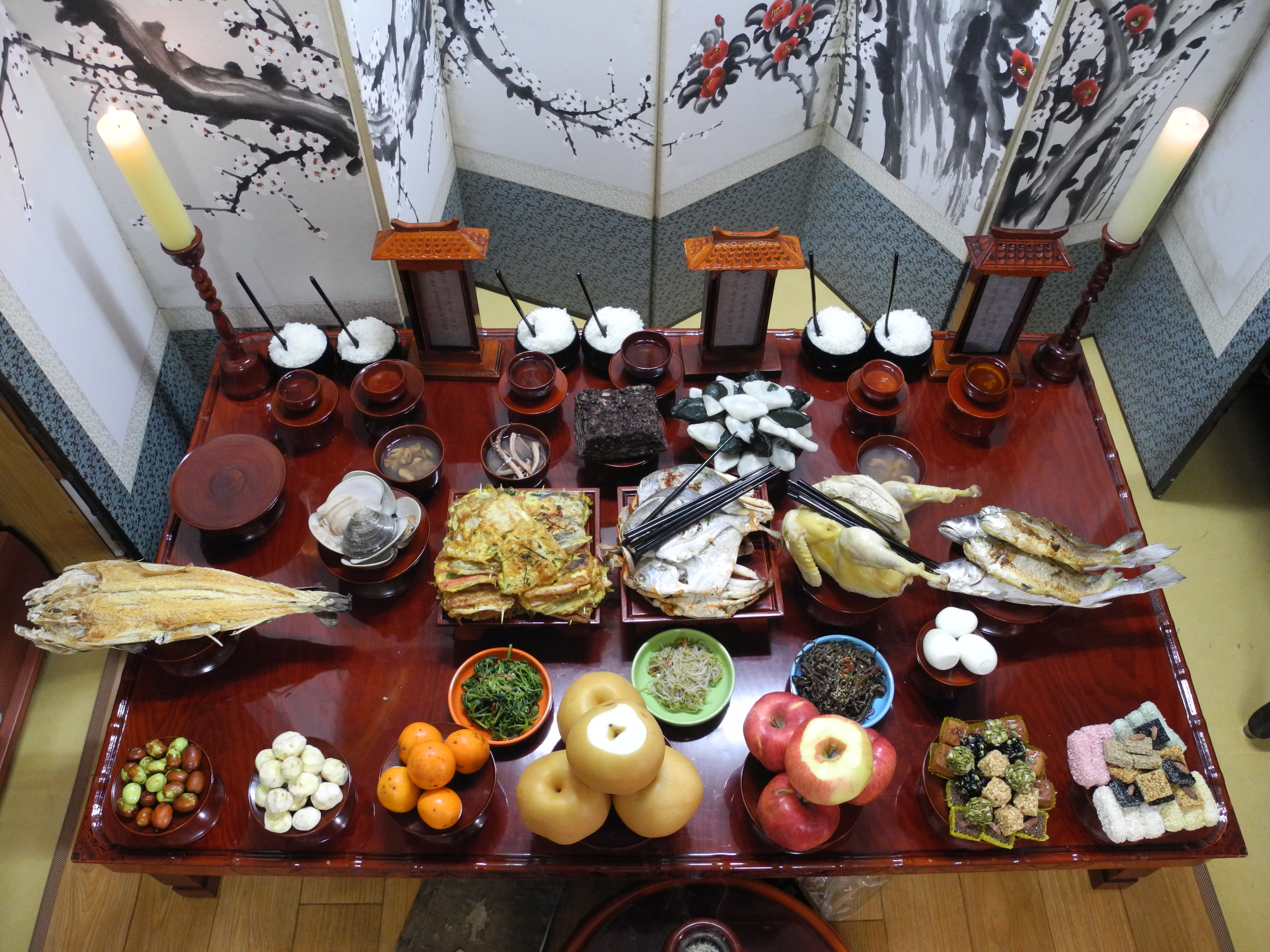
Gedeckter Tisch zu Chuseok

Chuseok (koreanisch: 추석 oder 한가위) ist ein traditioneller koreanischer Feiertag. Er wird am 15. Tag des achten Mondmonats gefeiert und ist neben dem Neujahrsfest Seollal und dem Dano-Fest eines der wichtigsten traditionellen Feste Südkoreas. Der Name Chuseok bedeutet Herbstabend. Oft wird das Fest auch Hangawi („großartige Mitte“) genannt.
Der Name kommt daher, dass das Fest an einer Vollmondnacht in der Mitte des Jahres im Lunisolarkalenders stattfindet. In Südkorea wird offiziell zwar der gregorianische Kalender verwendet, zur Berechnung von Feiertagen wird jedoch der chinesische Kalender angewendet, der nach dem Mondzyklus ausgerichtet ist. So kommt es, dass Chuseok immer zur Vollmondzeit gefeiert wird.
Der Bedeutung nach ist Chuseok zunächst das südkoreanische Äquivalent zum Erntedankfest. Aus diesem Grunde werden zum Chuseok-Fest im Hause des Familienoberhauptes auch große Mengen vielfältiger Speisen angerichtet, welche von den zugereisten Verwandten im Laufe des Festes verspeist werden. Wichtigste Speise ist dabei Songpyeon (송편), ein grüner Reiskuchen mit Sesamfüllung und Kiefernaroma.
Das Fest wird spätestens seit der frühen Zeit der Silla-Dynastie (57 v. Chr. bis 936 n. Chr.) begangen, wo es ursprünglich aus einem einen Monat dauernden Web-Wettbewerb entstand. Das Team, welches zu Hangawi mehr Kleidung gewebt hatte, war der Sieger und wurde vom unterlegenen Team mit einem Fest bewirtet.
Während des Festes wird nicht nur die Ehrung der sozial höher stehenden lebenden Familienmitglieder und der Ahnen betrieben (차례/茶禮), sondern auch in vergnügter Atmosphäre allerlei Spiele durchgeführt. In vielen Familien werden auch viele Lieder gesungen und dazu viel Alkohol getrunken. Ein für die Kinder und Jugendlichen wichtiger Teil des Festes ist das Festgeld, das sie erhalten, wenn sie den älteren Familienmitgliedern die Ehre erweisen.
Dass man sich beim Familienoberhaupt trifft, bedeutet für die meisten Bewohner Seouls, dass sie die Stadt über Chuseok verlassen und in die Heimat zu den Eltern, den Großeltern oder ins Haus des ältesten Bruders reisen. Da ganz Südkorea in diesen Tagen unterwegs ist, ist ein Verkehrschaos integraler Bestandteil, bei dem für eine Strecke, die üblicherweise 4 Stunden dauert, gut 12 bis 14 Stunden Autofahrt eingeplant werden können. Auch das Ausweichen auf Landstraßen oder das Abfahren in frühen Morgenstunden bringt keine Erleichterung, da viele andere dieselbe Strategie verfolgen. Im Jahr 2010 wurde die Verkehrssituation durch die schwersten Niederschläge in einem September seit Beginn der Wetteraufzeichnungen zusätzlich verschärft.
Auch für diejenigen, die zuhause bleiben und die Verwandten erwarten, ist Chuseok ein anstrengendes Fest, denn schließlich müssen sie all die Speisen vorbereiten, welche den Verwandten und den Ahnen präsentiert werden. Immer beliebter ist daher der Chuseok-Party-Service, der die traditionellen Gerichte gegen Entgelt ins Haus bringt. Dann bleibt nur noch die Arbeit der Dekoration und des Servierens. Traditionell tragen die Familienmitglieder zu Chuseok eine festliche Version der koreanischen Tracht (Hanbok).

## Termine

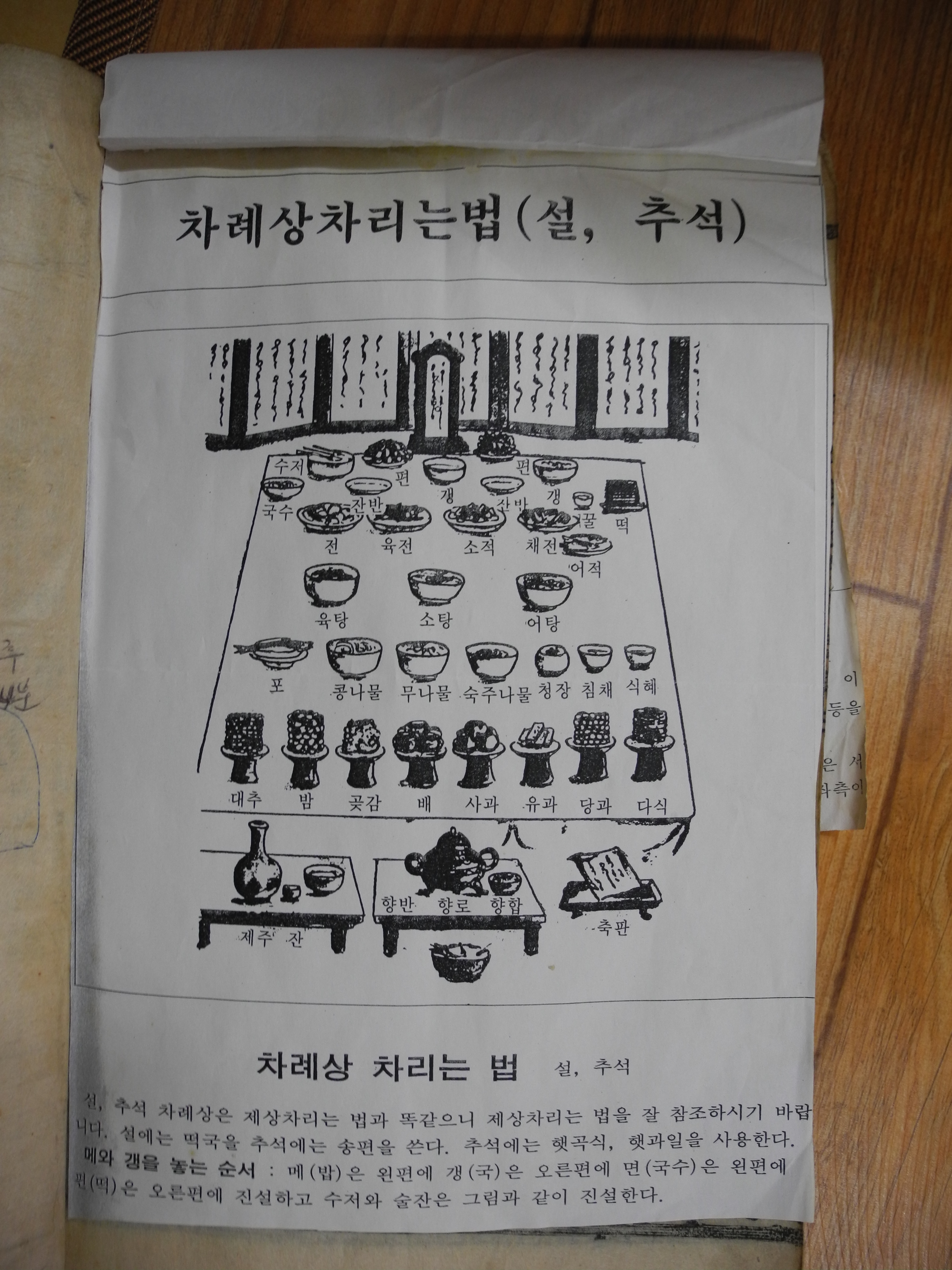
Vorgabe zur Anordnung der Speisen

Chuseok sowie der Tag davor und danach sind in Südkorea gesetzliche Feiertage. In den folgenden Jahren ist der Chuseok-Abend an folgenden Tagen:
- 2013: 19. September
- 2014: 8. September
- 2015: 27. September
- 2016: 16. September
- 2017: 4. Oktober
- 2018: 24. September
- 2019: 13. September
- 2020: 1. Oktober
- 2021: 21. September
- 2022: 10. September

- 2023: 29. September
- 2024: 17. September
- 2025: 6. Oktober